# 王双明
王双明（1955年5月—），出生于陕西省岐山县，中国煤田地质学家，陕西省地质调查院教授，中国工程院院士。

## 生平
1955年5月出生于陕西省岐山县，1977年毕业于西安矿业学院（今西安科技大学）地质系煤田地质专业，1983年在武汉地质学院北京研究生部（今中国地质大学（北京））获煤田地质与勘探专业硕士学位。
曾担任陕西省地质调查院院长。王双明长期从事煤炭地质勘查技术、煤炭行业管理等工作，特别是对卾尔多斯盆地煤炭资源勘查和矿区环境保护做出了突出贡献。2017年当选中国工程院能源与矿业工程学部院士。